# Bulbophyllum comatum
Espèce
Synonymes
- Bulbophyllum comatum var. comatum[1]
- Bulbophyllum kraenzlinianum De Wild.[1]
- Phyllorchis comata (Lindl.) Kuntze[1]
- Phyllorkis comata (Lindl.) Kuntze[1]

Bulbophyllum comatum Lindl. est une espèce de plantes à fleurs de la famille des Orchidaceae (les orchidées) et du genre Bulbophyllum présente dans plusieurs pays d'Afrique tropicale.

## Liste des variétés
Selon Catalogue of Life (6 décembre 2017) :
- variété Bulbophyllum comatum var. comatum
- variété Bulbophyllum comatum var. inflatum

Selon The Plant List (6 décembre 2017) :
- variété Bulbophyllum comatum var. inflatum (Rolfe) J.J.Verm.

Selon Tropicos (6 décembre 2017) (Attention liste brute contenant possiblement des synonymes) :
- variété Bulbophyllum comatum var. comatum
- variété Bulbophyllum comatum var. inflatum (Rolfe) J.J. Verm.

## Distribution
La sous-espèce comatum, assez rare, est présente au Nigeria, au Cameroun et en Guinée équatoriale (Bioko).
La sous-espèce inflatum a été observée en Sierra Leone, au Liberia, en Côte d'Ivoire, à Sao Tomé-et-Principe et au Gabon.